# Empoasca alboscripta
Empoasca alboscripta är en insektsart som beskrevs av Van Duzee 1914. Empoasca alboscripta ingår i släktet Empoasca och familjen dvärgstritar.
Artens utbredningsområde är Kalifornien. Inga underarter finns listade i Catalogue of Life.